# Бусыгин, Константин Дмитриевич
Константи́н Дми́триевич Бусы́гин (род. 11 декабря 1965 года, Ташкент, Узбекская ССР) — бывший руководитель Федерального агентства по обустройству государственной границы Российской Федерации («Росграницы»). Глава администрации города Байконура.

## Биография
Бусыгин Константин Дмитриевич родился 11 декабря 1965 года в Ташкенте, Узбекистан, в семье военного. В 1980-х годах проходил службу в армии, работал монтажником радиоаппаратуры в НПО «Геофизика» в Москве. С 1996 года по 2002 год занимал пост заместителя председателя правления Федерального инвестиционного банка Москвы.
В 1999 году окончил Московский государственный институт международных отношений (МГИМО) по специальности юрист-международник.
С 2002 по 2004 годы — генеральный директор авиационной компании «Kosmas Air». В 2004 году назначен заместителем префекта Западного административного округа города Москвы. Курировал управление потребительского рынка и социального развития, организацию призыва в ряды вооружённых сил, сферу здравоохранения, культуры и образования.
В 2008 году окончил Российскую академию государственной службы при президенте Российской Федерации (РАГС). В декабре 2010 года — глава управы Солнцево города Москвы.
Кандидат экономических наук. В 2010 году защитил в Институте экономики, управления и социальных отношений диссертацию на тему: «Механизмы повышения эффективности социально-экономической политики в регионах».
С декабря 2012 по февраль 2014 года занимал должность генерального директора Научно-производственного объединения (НПО) «Ижмаш» (ныне — ОАО «Концерн „Калашников“»).
21 апреля 2014 года распоряжением правительства Российской Федерации № 638 назначен руководителем Федерального агентства по обустройству государственной границы Российской Федерации (Росграница).
Указом президента Российской Федерации от 19 января 2015 года № 16 присвоен классный чин «Действительный государственный советник Российской Федерации 3-го класса».
30 мая 2017 года президенты двух стран Нурсултан Назарбаев и Владимир Путин совместным решением утвердили его назначение на должность главы администрации города Байконура.

## Награды
15 марта 2021 года указом президента Российской Федерации «О награждении государственными наградами Российской Федерации» «за большой вклад в развитие науки и многолетнюю добросовестную работу» награждён медалью ордена «За заслуги перед Отечеством» II степени.
8 сентября 2023 года был награждён почётной грамотой Президента Российской Федерации «За достигнутые трудовые успехи и многолетнюю добросовестную работу».